# Висмутид трирубидия
Висмутид трирубидия — бинарное неорганическое соединение
рубидия и висмута с формулой Rb3Bi,
чёрные кристаллы,
реагирует с водой,
самовоспламеняется на воздухе.

## Получение
- Сплавление стехиометрических количеств чистых веществ[1]:

{\displaystyle {\mathsf {3Rb+Bi\ {\xrightarrow {642^{o}C}}\ Rb_{3}Bi}}}

## Физические свойства
Висмутид трирубидия образует чёрные кристаллы
гексагональной сингонии,
пространственная группа P 63/mmc,
параметры ячейки a = 0,649 нм, c = 1,149 нм, Z = 2,
структура типа арсенида тринатрия Na3As.
При температуре выше 230°С происходит переход в фазу
кубической сингонии,
пространственная группа P m3m,
параметры ячейки a = 0,8989 нм, Z = 1,
структура типа золототримеди Cu3Au
.
Соединение конгруэнтно плавится при температуре 642°С .
Проявляет полупроводниковые свойства.